# Burt’s Bees
Burt’s Bees ist ein US-amerikanisches Kosmetikunternehmen mit Sitz in Durham, North Carolina. Das Unternehmen stellt ausschließlich Naturkosmetik her, vorwiegend auf Bienenwachs-, Milch- und Zuckerbasis.

## Geschichte
Den Ursprung von Burt’s Bees bildete der Imker und spätere Namensgeber Burt Shavitz (1934/35–2015) aus Dover-Foxcroft, Piscataquis County, im Bundesstaat Maine. 1984 begannen Burt Shavitz und Roxanne Quimby mit der Herstellung von Kerzen aus dessen Bienenwachs.
Shavitz und Quimby ließen im Jahre 1991 Burt’s Bees als Incorporation in das Handelsregister eintragen. Zu diesem Zeitpunkt verkauften sie neben Kerzen auch Seife, Parfüm und Lippenbalsam aus Bienenwachs.
Durch die Expansion wurde ein neuer Standort nötig. 1993 erwarb Quimby schließlich die Aktienanteile von Shavitz und verlagerte den Standort nach North Carolina. Neuer Sitz und zugleich Produktionsstandort wurde 1994 daher Creedmoor, Granville County. Im gleichen Jahr eröffnete das erste Einzelhandelsgeschäft im nahegelegenen Chapel Hill. Mit der Erschließung neuer Märkte wurde ein größerer Standort nötig. Deshalb zog Burt’s Bees 1999 an seinen heutigen Standort in Durham.
Nachdem die Beteiligungsgesellschaft AEA Investors im Jahre 2004 bereits einen Aktienanteil von 80 Prozent erworben hatte, kaufte schließlich im Dezember 2007 der US-amerikanische Haushaltswarenkonzern Clorox das Unternehmen für 925 Millionen US-Dollar. Seither ist Burt’s Bees dessen Tochtergesellschaft und Marke. Im Jahr 2018 erzielt Clorox einen Umsatz von 6,1 Milliarden US-Dollar. Davon entfallen 4 %, also ungefähr 244 Millionen US-Dollar, auf die Marke Burt‘s Bees.